# Dhammapada

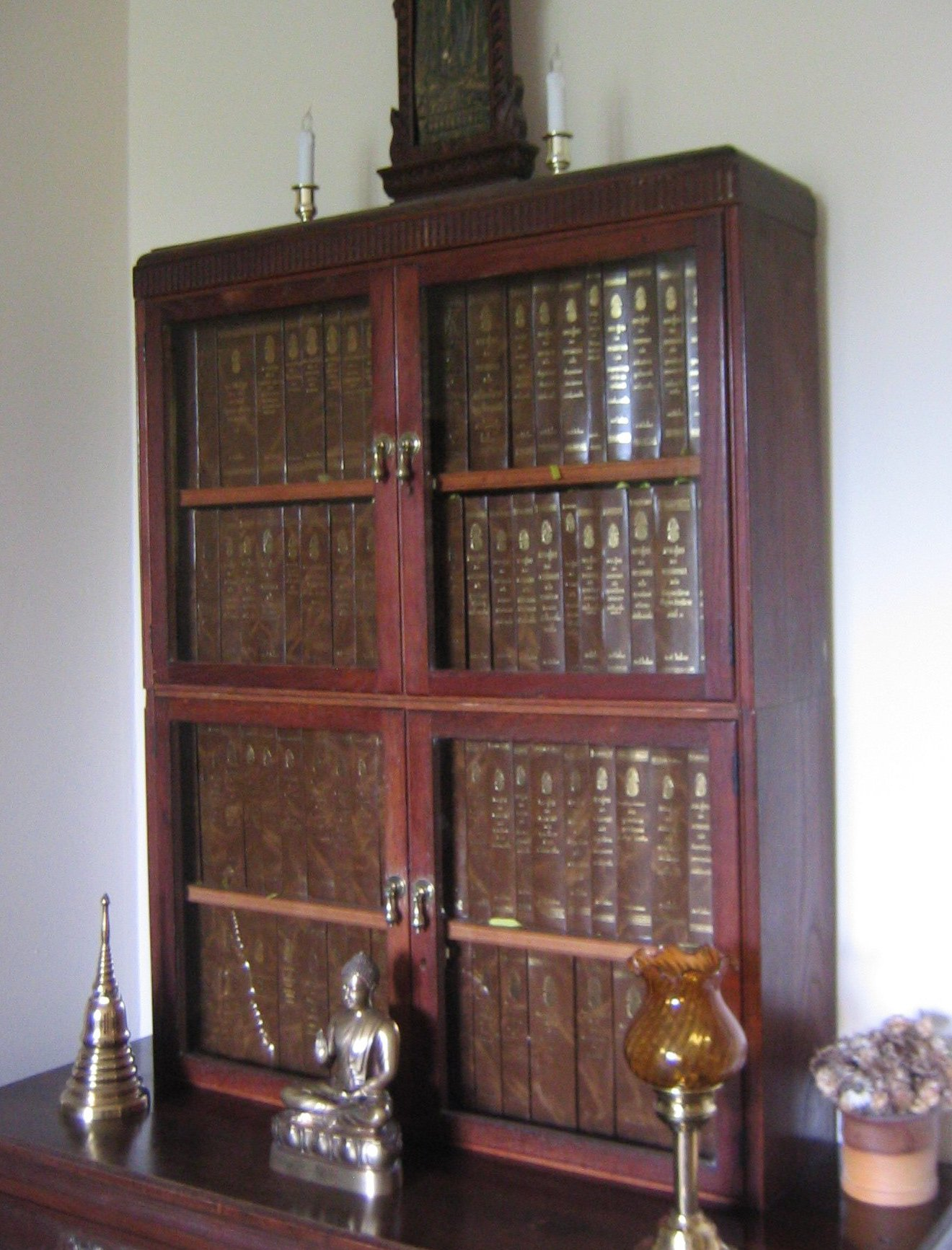
Estantería que contiene la edición completa del Canon Pali, en la que se integra el Dhammapada.

El Dhammapada (Pāli; Prácrito: धम्मपद Dhamapada; Sánscrito धर्मपद Dharmapada) es una escritura sagrada budista en verso tradicionalmente atribuida a Buda Gautama. Es uno de los textos más conocidos del Canon Pali.
El título es un término compuesto de las palabras "dhamma" y "pada", cada una de las cuales tiene varios significados y connotaciones. En general "dhamma" hace referencia a la "doctrina" de Budda o a una "verdad eterna" o "virtud", y "pada" significa literalmente "pie" y en este contexto puede traducirse por "camino" o "verso".

La mente precede a todo lo conocible, la mente lo gobierna y lo crea. Cuando uno actúa o habla con la mente corrupta, la insatisfacción causada por esto le sigue como la rueda sigue a la pezuña del buey.
Primer verso traducido del Dhammapada

Según la tradición, los versos del Dhammapada fueron pronunciados por Buda Gautama en varias ocasiones. Muchos de los versos tratan sobre asuntos éticos. El texto es parte del Khuddaka Nikaya del Sutta Pitaka, aunque aproximadamente la mitad de los versos también se encuentran en otras partes del Canon Pali. 
Un comentario del siglo IV o V d. C. atribuido a Buddhaghosa incluye 305 historias que dan contexto a los versos.

### Contenido
Está compuesta de 26 capítulos:
- Capítulo 1: Versos gemelos
- Capítulo 2: La Atención
- Capítulo 3: La mente
- Capítulo 4: Flores
- Capítulo 5: Necios
- Capítulo 6: El sabio
- Capítulo 7: El honesto
- Capítulo 8: Los miles
- Capítulo 9: El mal
- Capítulo 10: Castigo
- Capítulo 11: Vejez
- Capítulo 12: Autocontrol
- Capítulo 13: El mundo
- Capítulo 14: El Buda
- Capítulo 15: Felicidad
- Capítulo 16: Apego
- Capítulo 17: Ira
- Capítulo 18: Impurezas
- Capítulo 19: El justo
- Capítulo 20: La Senda
- Capítulo 21: Miscelánea
- Capítulo 22: La desgracia
- Capítulo 23: El elefante
- Capítulo 24: Avidez
- Capítulo 25: El monje
- Capítulo 26: El noble